# Мурђета (Бари)
Мурђета (итал. Murgetta) је насеље у Италији у округу Бари, региону Апулија.
Према процени из 2011. у насељу је живело 131 становника. Насеље се налази на надморској висини од 453 м.